# Hofmann Personal Stadion
El Hofmann Personal Stadion es un estadio de futbol de la ciudad de Linz, Austria. En el juega como local el FC Blau-Weiß Linz. Tiene una capacidad de 5595 espectadores. El estadio reemplazó al antiguo Donauparkstadion, ubicado en el mismo sitio.

## Historia
El proyecto fue presentado en diciembre de 2019. Las obras del estadio se comenzaron el 16 de septiembre de 2021 sobre el terreno del antiguo Tabak-Sportplatz, estadio creado en 1935 y remodelado varias veces.
Fue inaugurado el 5 de julio de 2023, pero el primer partido se jugaría el día 15 de ese mismo mes. El partido que enfrentó al Blau-Weiß Linz contra el PSV Eindhoven holandés acabó uno a dos para el equipo holandés. El primer gol marcado en el nuevo estadio fue obra de Ronivaldo Sales.
El 6 de agosto, en el primer partido oficial y primer partido del equipo como local en la Bundesliga en su historia, empataba a tres tras unos últimos minutos de locura en los que los Linzern marcaban dos goles en tres minutos.

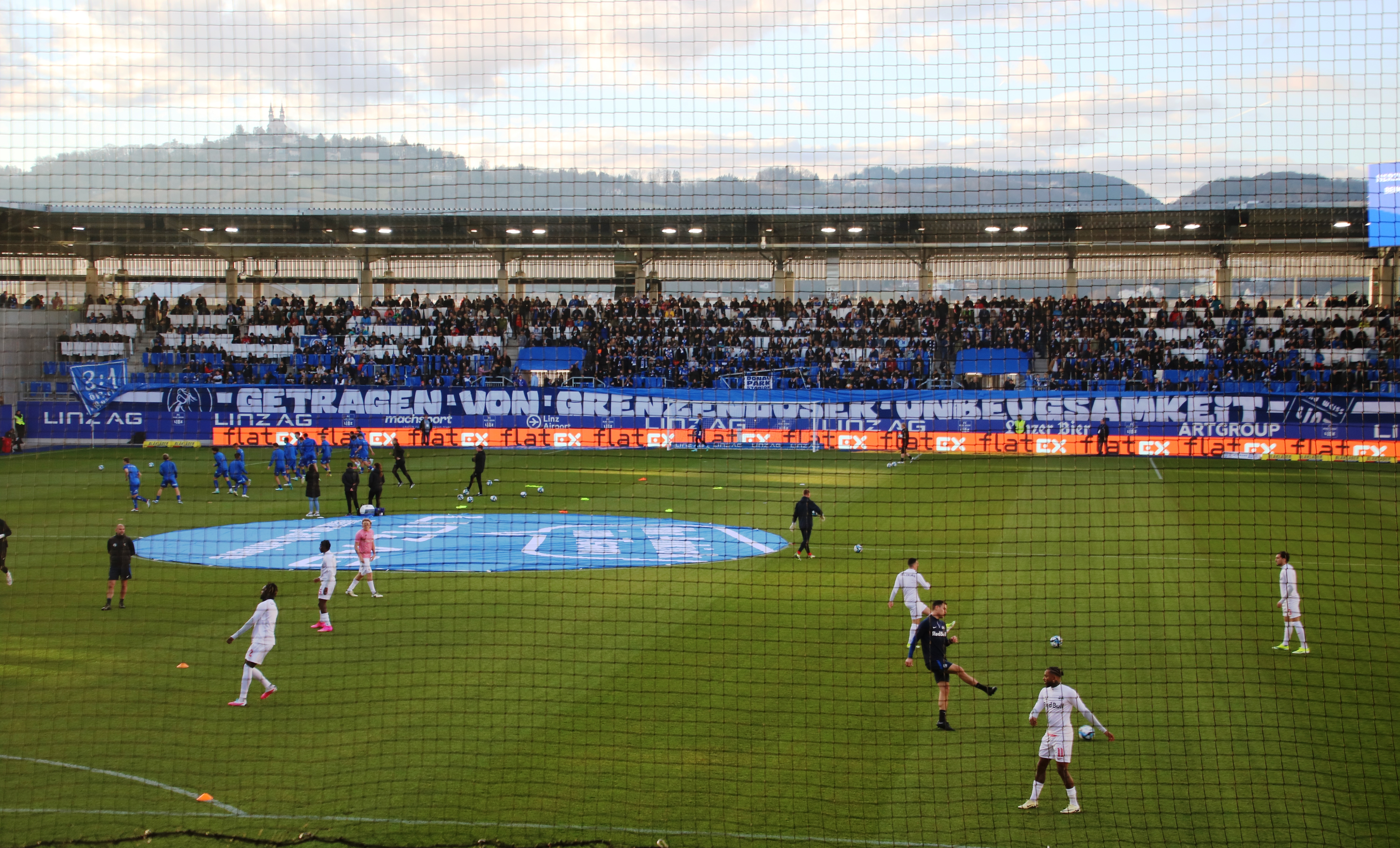
Interior del estadio.